# 김도기
김도기(金都基, 1955년 4월 10일 - )는 대한민국의 지휘자이다. 경상남도 진주시에서 태어났고, 동아대학교와 계명대학교 교육대학원에서 음악교육학을 전공했다.
1993년에는 다시 계명대학교 대학원에 입학해 우종억에게 지휘를 배웠고, 1997년에는 러시아로 유학해 그네신 음악원에서 겐나디 로제스트벤스키에게 배웠다. 귀국 후 경상남도를 중심으로 활동하고 있다. 창원 시립 교향악단의 초대 상임 지휘자(1991-2003)와 창원 오페라단의 예술 감독(1997-1999), 경남 오페라단의 상임 지휘자(1999-2003)를 역임했으며, 창원음악협회와 경남음악협회, 창원예총 등의 회원으로도 활동했다.
창원시향 재임 중 힌데미트와 하차투리안, 루토스와프스키, 펜데레츠키, 윤이상 등의 현대음악 작품들을 적극적으로 한국 초연해 화제가 되었고, 인근 도시인 통영시에서 개최되는 통영 국제 음악제에도 정기적으로 출연했다. 이외에 부산 시립 교향악단과 제주 시립 교향악단, 카자흐스탄 국립 교향악단, 슬로바키아 국립 필하모닉 오케스트라, 밴쿠버 교향악단 등을 객원 지휘했다.
2000년부터는 민간 악단인 트루베르 실내 관현악단의 음악 감독으로 활동하고 있으며, 김해 가야 오페라단의 지휘자도 겸하고 있다.